# 大卫·米兰达
大卫·迈克尔·多斯桑托斯·米兰达（葡萄牙語：David Michael dos Santos Miranda，1985年5月10日—2023年5月9日）是巴西一名政治人物。他于2019年至2023年期间代表里约热内卢州担任巴西国民议会议员；而在此之前曾于2017年至2019年担任里约热内卢市议会议员。 大卫·米兰达现在隶属于巴西民主工党，但在2014年到2022年期间属于巴西社会主义和自由党。 米兰达还在爱德华·斯诺登的全球监控曝光丑闻中发挥了重要作用。
2019年，大卫·米兰达被《时代周刊》评为“下一代全球新领袖”。

## 个人简介
大卫·米兰达出生于巴西里约热内卢州里约热内卢市北区的雅卡雷济纽。在米兰达5岁的时候，他的母亲过世，因此他搬去与他的姨妈一起生活。 13岁时，米兰达辍学离家；在此后的6年里，他从事着一些卑微的工作。 2005年2月，米兰达因为在伊帕内马海滩打沙滩排球时不小心打翻了来此度假的格伦·格林沃尔德的饮料而与他一见钟情。 他们在一周后便搬到一起开始了同居生活。
在他们第一次见面后不久，格林沃尔德就劝说米兰达重返校园，而米兰达也于2014年从高等广告与营销学院毕业。
大卫·米兰达与格伦·格林沃尔德是一对已经出柜的男同性恋者并已经结婚。 他们于2017年收养了一对姐弟作为自己的孩子，后又于2021年收养了第三个孩子。

### 死讯
2022年8月6日，大卫·米兰达在加维亚的圣维森特诊所（Clínica São Vicente）治疗肠道感染。但他在随后遭受了一系列感染，其中还包括一例败血症。最终米兰达于2023年5月9日，也就是他38周岁的前一天被宣布不治。 对于米兰达的辞世，包括巴西总统路易斯·伊纳西奥·卢拉·达席尔瓦在内的多名巴西政治人物表示了哀悼。

## 职业履历
2016年，大卫·米兰达和他的朋友马里耶勒·佛朗哥当选为里约热内卢市议会议员；他们是里约历史上第一批LGBT议员。 米兰达主要关注LGBT社群及其他在里约被边缘化社群的问题。而在佛朗哥在2018年3月被暗杀后，米兰达及其家人出行都会乘坐防弹车。
2018年，米兰达当选为巴西众议院议员让·威利斯的替补人选。而当身为LGBT身份的威利斯在2019年1月宣布他遭受死亡威胁而不得不逃离巴西后，同为社会主义和自由党党员的米兰达接替他成为众议员。而从米兰达上任后，他收到了“数以百计”的死亡威胁。